# Sebagena chlorographa
Sebagena chlorographa är en fjärilsart som beskrevs av Paul Dognin 1910. Sebagena chlorographa ingår i släktet Sebagena och familjen trågspinnare. Inga underarter finns listade.